# Kafr Hud
Kafr Hud (tiếng Ả Rập: كفر هود) là một thị trấn của Syria nằm trong phó huyện Mahardah ở huyện Mahardah thuộc Tỉnh Hama. Theo Cục Thống kê Trung ương Syria (CBS), Kafr Hud có dân số 2.736 người trong cuộc điều tra dân số năm 2004. Cư dân của nó chủ yếu là người Hồi giáo Sunni.

## Từ nguyên
Từ đầu tiên của Kafr Hud, đó là Kafr, là một từ tiếng Syriac có nghĩa là "trang trại" hoặc "làng". Từ thứ hai 'Hud' có nguồn gốc từ một từ tiếng Syriac khác, 'Hudtha' dùng để chỉ sự trang trí.